# 7275 Earlcarpenter
7275 Earlcarpenter este o planetă minoră (asteroid), cu un diametru de 12,778 km, din centura de asteroizi. A fost descoperită pe 15 februarie 1983 la Stația Anderson Mesa de Norman G. Thomas⁠(d). 
Obiectul prezintă o orbită caracterizată de o semiaxă mare de 2,9935471 UAi, o excentricitate de 0,07, o înclinație de 9,18075 ° în raport cu ecliptica.